# Ту-ап

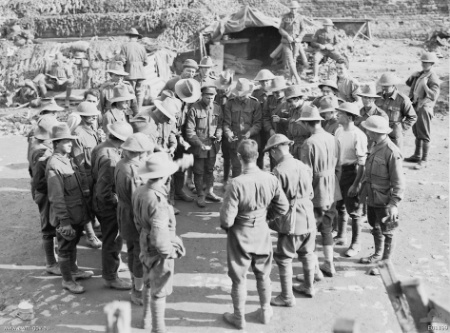
Австралійські солдати, що грають у ту-ап (1917)

Ту-ап (англ. two-up, «два догори»; також відомо, як swy, від нім. zwei «два») — традиційна австралійська гра з підкиданням двох монет за допомогою спеціальної дошки. Найбільш популярна гра в день АНЗАК, коли в неї грають в пабах і клубах, віддаючи данину пам'яті солдатам — «дигерам» (широковживана назва австралійських і новозеландських солдатів), які також займалися розвагою з підкидання монет під час Першої світової війни.

## Історія
Гра є різновидом гри з підкидання монети; її походження в австралійському варіанті невідоме. Поширення гри в Австралії зазначалося ще в XVIII столітті. Гра була популярна у солдатів, в тому числі на фронтах Першої світової війни. Згідно з легендою, одного разу турецький пілот, який збирався бомбити австралійців, звернув увагу на те, що група солдатів (насправді грає в «ту-ап») здіймає очі до неба, а потім з повагою кланяється: вирішивши, що відбувається колективна молитва, пілот відмовився від ідеї скинути бомбу.
В знак пам'яті про солдатів Першої світової війни гра стала регулярно проводитися під час святкування Дня АНЗАК. В інший час як азартна гра ту-ап була заборонена. Проте, існували підпільні школи з навчання грі.
У 1950-ті роки популярність гри спала, в тому числі в зв'язку з поширенням інших ігор на зразок Баккара.

## Правила гри

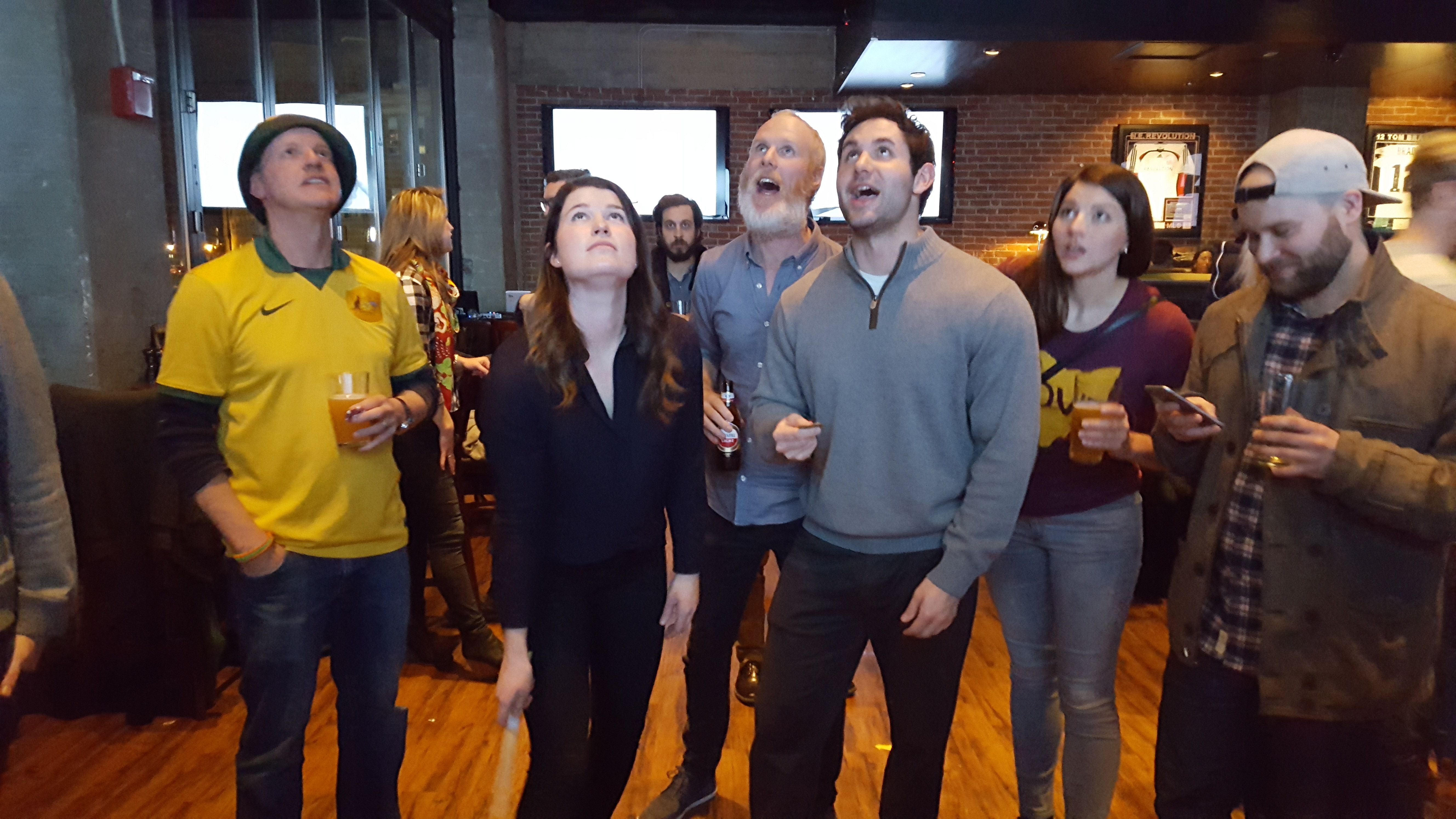
Ту-ап на святкуванні Дня АНЗАК (2017)

Перед киданням монет гравці і глядачі роблять ставки на те, яка комбінація випаде. Гравець (англ. spinner, «спінер») стає в центр кола і тримає спеціальну дощечку-підставку (англ. kip, «кіп»), на якій лежать дві монети (часто це пенні, що випускалися до 1964 року). Одна монета лежить догори «орлом», інша «решкою». «Спінер» підкидає монети з дощечки. Якщо обидві монети випадуть «орлом», гравець виграє, якщо випаде один «орел» і одна «решка», гравець робить наступний кидок, якщо ж обидві випадуть «решкою», гравець програє і передає хід наступному «спінеру». За дотриманням правил гри, а також за ставками стежить спеціальний суддя (англ. boxer, «боксер»).

## У масовій культурі
- Опис гри серед австралійських старателів кінця XIX століття міститься в романі К. С. Прічард «Дев'яності роки»[9]:

|  | Ту-ап була азартна гра і до того ж гра чесна, чесніша всіх інших азартних ігор. Вона давала і бідній людині шанси на виграш. У цьому й полягала спокуса. (...) Саллі чула, що під час цієї гри з рук в руки переходило до ста фунтів і багато розорялися вщент. Але це була не біда. Старатель завжди міг зайняти грошей на ставку, а крамар давав провізію в борг. Якщо гра велася за всіма правилами і за банк відповів чоловік грошовитий і надійний, то ставки досягали дуже великих сум; але з чужими більшість старателів грали вкрай обережно. Деякі з них вже постраждали від шулерів, які обманювали їх, пускаючи в справу монети, однакові з обидвох боків. Коли відкривалися витівки якогось шахрая, з ним обходилися досить люто. (...) Будь-яка людина могла вийти на середину кола і заявити про своє бажання підкинути монети. Їх клали зазвичай на «лопатку» - вузьку дерев'яну дощечку, щоб кожен міг перевірити, чи не однакові вони з обох сторін. Парі починали укладати з тієї хвилини, коли гравець вручав свою ставку круп'є або клав її на землю біля його ніг ... |

- Гра в ту-ап фігурує в сюжеті фільму «Волоцюги» (1960) про життя австралійських фермерів.
- Сцена гри присутня також у фільмі «Небезпечне пробудження» (1971).